# Arctoscelia
Arctoscelia là một chi bướm đêm thuộc họ Geometridae.

## Các loài
- Arctoscelia onusta Warren, 1897